# Höflichkeitsform
Höflichkeitsform, auch Honorifikum bzw. Honorificum (lateinisch honorificus „ehrend“) oder Honorativ(um) (lateinisch honoratus „geehrt“), ist im weiteren Sinne eine spezielle Kommunikationsform zwischen Sprechenden oder Schreibenden und dem oder den jeweiligen Adressaten, manchmal auch bezüglich einer Drittperson, die Ehrung und Respekt zum Ausdruck bringen soll. Im engeren Sinne versteht man unter „Höflichkeitsform“ manchmal lediglich das Siezen, unter „Honorificum“ ein spezielles ehrendes Attribut.

## Allgemeines
Der Begriff höflich, der dem Substantiv Höflichkeit zugrunde liegt, wurde im 12. Jahrhundert als „hovelich“ in den deutschen Sprachschatz aufgenommen und bedeutet so viel wie „dem Hofe“ entsprechend, d. h. in Gepflogenheiten und Sprache dem Hofstaat nachempfunden. Höflichkeit in diesem ursprünglichen und weiteren Sinne kann sich auf viele Verhaltensweisen im täglichen Leben beziehen, so auf Gepflegtheit bei Kleidung und Essensmanieren, auf Gestik und Wortwahl, Grußformeln und Anreden. Höflichkeit in der mündlichen und schriftlichen Anrede äußert sich in vielen Sprachen in der pronominalen Anrede, im heutigen Standarddeutsch z. B. durch die Wahl von „Sie“ oder „Du“ sowie durch Namenszusätze wie Titel oder Stellung.
Die pronominale Höflichkeitsform „Sie“ ist durch ihre alltägliche Verwendung als Standard-Anredeform unter Erwachsenen seit 200 bis 300 Jahren (Beginn und Ausbreitung unterschiedlich) in ihrer ehemaligen ehrerbietenden Bedeutung abgeflacht. Sie hat daher zunächst nichts mehr mit spezieller „Höflichkeit“ im eigentlichen Sinne zu tun, sondern entspricht der gesellschaftlich erwarteten Norm für die Anrede fremder oder unvertrauter erwachsener Personen im schriftlichen und mündlichen Verkehr. Sie kann sogar gezielt eingesetzt werden, um Distanz und inhaltliche oder persönliche Abkehr zu demonstrieren. Im Gegenzug dazu kann die „Du“-Form neben Vertrautheit oder enger Verwandtschaft auch Achtung und Ehrerbietung zum Ausdruck bringen, so im religiös-kirchlichen Kontext. Sprachgewohnheiten und ihre Interpretationen sind in einem beständigen Fluss: So würde uns heute eine ehrfurchtsvolle Verwendung der „Sie“-Form von Kindern gegenüber ihren Eltern befremdlich und abweisend vorkommen, obwohl sie früher, als das Höflichkeits-Siezen noch jung und eine eher exklusivere Anredeform war, in gehobenen Kreisen durchaus von Kindern gegenüber ihren Eltern gebraucht wurde und Respekt und Achtung, Höflichkeit und Wohlerzogenheit bezeugte. In vielen Dialekten wurde manchmal als Pendant noch bis Anfang des 20. Jahrhunderts die „Ihr“-Form verwendet. In anderen Sprachen werden sinngemäße Anredeformen durch Kinder auch heute noch verwendet, so in manchen Familien Frankreichs in Form des vous („Ihr“).
In verschiedenen Sprachen, Dialekten und sozialen Schichten gelten und galten unterschiedliche und vielfach zeitlich begrenzte Gepflogenheiten, die u. a. im Rahmen der Soziolinguistik untersucht werden. Manche Sprachen kennen beispielsweise gar keine Pronomina (und damit auch keine Diskussion über Du und Sie bzw. Du und Ihr), sondern drücken Höflichkeit in der Anrede durch Suffixe aus oder es werden ehrende Attribute an den Angeredeten oder Angeschriebenen gerichtet. Dies war früher auch im Deutschen so, wo häufig in der Anrede weder der Name der Person vorkam, noch ein „Herr“ oder „Frau“. In etlichen Sprachen und Kulturen war oder ist auch die Verwendung der 1. Person Singular der Personalpronomina („ich“) im Rahmen einer Mitteilung unhöflich oder gar tabuisiert. So sprach man in Persien vom 16. bis 19. Jahrhundert über sich als in haqir („dieser Arme“) oder bande („der Sklave“). Heutzutage kennen asiatische Sprachen vielfach besonders komplexe Höflichkeitssysteme, die uns fremdartig anmuten können, zumal sie bei mündlicher Verwendung auch mit einer Gestik und Körpersprache verbunden sind, die von derjenigen, die wir bei Anreden verwenden, stark abweicht.

## Die Höflichkeitsform in der deutschen Sprache

### Wahl des Pronomens

#### Anrede in der 2. Person Singular und in der 3. Person Plural (Du und Sie)
In der deutschen Standardsprache wird die Höflichkeitsform heute durch die Anrede mit der großgeschriebenen grammatikalischen Pluralform „Sie“ und mit den davon abgeleiteten Formen der 3. Person Plural gebildet und hat die übrigen Formen (insbesondere die ehemals weit verbreiteten Formen „Ihr“ und „Er/Sie“) weitgehend verdrängt. Auch das entsprechende Verb steht im Plural. Die früher teilweise „schwülstigen“ Höflichkeits- und Ehrerbiertungsfloskeln sind reduziert. Die Anrede mit „Sie“ heißt Siezen, die Anrede mit „Du“ Duzen.
Bis zur Rechtschreibreform 1996 gab es auch eine verbindliche Großschreibung und damit eine – allerdings nur schriftlich erkennbare – Höflichkeitsform des Duzens in Briefen. Ab dann sollte „du“ zunächst ausschließlich kleingeschrieben werden. Seit der vierten Revision der Rechtschreibreform 2006 können „Du“ und seine abgeleiteten Pronomina in Briefen aber wieder großgeschrieben werden, sodass hier die Angleichung an die Sie-Form gewahrt bleibt. Allerdings sind die geltenden Großschreibregeln nicht völlig symmetrisch, da das Wort sich (als Personal- oder Reflexivpronomen) bei Verwendung der Sie-Form stets klein zu schreiben ist:
- „Haben Sie sich verletzt?“ mit Kleinschreibung des „sich“. Jedoch orthographisch zulässig in Briefen ist: „Hast Du Dich verletzt?“

#### Anrede in der 2. Person Plural (Ihr)
Die Anredeform mit „Ihr“ wird gelegentlich als Ihrzen bezeichnet und gilt entweder als veraltet oder als aus der jeweiligen Dialektform übernommen. Tatsächlich haben die Dialekte, die insbesondere in der Schweiz eine bedeutsame Rolle spielen, die ehemalige Ihr-Anrede vielfach bewahrt und in oberdeutschen Dialekten kommt Ihrzen teilweise durch auffällige Formen, wie „[d]ir“, „üüch“ bzw. „ös“ und „enk“ vor; Siezen ist dort gleichsam sprachlich falsch. Ein „dir“ oder „ir“ (beides für ‚Ihr‘) sowie das „üüch“ (‚Euch‘) wird beispielsweise von und zwischen jedem Einheimischen im Kanton Bern, soweit er nicht duzt, angewendet, auch von und gegenüber allen Amtspersonen. Aus dem Dialekt heraus gelangt Ihrzen dann mitunter, vor allem bei mündlicher Anwendung, in die (schweizerische) Hochsprache. Ähnliches gilt für das Niederdeutsche sowie das Friesische in Nordfriesland und auf Helgoland, wo generell neben dem Jiezen auch das Duzen unter alteingesessenen Einheimischen verbreitet, vielfach auch immer noch Standard ist.
Das Ihrzen kam im 12. Jahrhundert in Anlehnung an das Französische auf. Bis ins 18. Jahrhundert war es im ganzen deutschen Sprachraum auch in der Hochsprache üblich und begegnet uns vielfach noch in literarischen Werken, etwa in der Form:
- „Habt Ihr den Wechsel erhalten, gnädiger Herr?“ (Anrede an einen gehobenen Bürgerlichen oder niederen Adel: 2. Person Plural, auch im weiteren Gespräch)
- „Haben Euer Gnaden wohl geruht?“ („Euer“ in der 2. Person Plural, das Verb jedoch in der 3. Person Plural; auch die Fortsetzung in Rede oder Brief geschieht hier in der 3. Person Plural)

Das zweite dieser aus Anredeformen des 18. Jahrhunderts entnommenen Beispiele kann in abgewandelter Form sehr selten auch heute noch auftreten, etwa in Konstruktionen wie „Eure Eminenz“. Trotz der Verwendung der 2. Person Plural im Possessivpronomen „Eure“ sind im begleitenden Satz sämtliche Verben in die heutige Höflichkeitsform der 3. Person Plural zu setzen, außer es wird bewusst eine dialektnahe Sprache und Anrede gewählt.
Das „Ihr“ ist im angeführten Beispiel mit einem ergänzenden Attribut („gnädiger Herr“) versehen, das zusätzlichen Respekt zollt. Solche Attribute wurden nicht jedes Mal verwendet, sondern eher nur im ersten Satz einer neuen Anrede. Im Zuge des gesellschaftlichen Wandels im 19. und 20. Jahrhundert mit Verwendung des bürgerlichen „Sie“, das selbst bereits eine Erhöhung von Respekt und Höflichkeit darstellte, wurden Ergänzungen wie „gnädiger Herr“ oder „gnädige Dame“ zurückgedrängt. Lediglich die aus dem Mittelalter stammenden höfischen Anredeformen Herr und Frau werden weiterhin vor dem Nachnamen verwendet.

#### Anrede in der 3. Person Singular („Er“/„Sie“, „man“)
Die heute nur noch vereinzelt dialektal oder humoristisch auftretende Anredeform „Er“/„Sie“ (Singular) wird zuweilen mit Erzen bezeichnet. Diese großgeschriebene Anrede in Anlehnung an die 3. Person Singular war im 17. Jahrhundert die höchste und im Briefverkehr vorherrschende Höflichkeitsform,  bis sie im frühen 18. Jahrhundert durch das plurale „Sie“ ersetzt wurde und folglich im Rang herabsank. So redeten sich im Jahr 1810 die Edelknappen am bayerischen Königshof (Söhne adliger Häuser, die dort ausgebildet wurden) notgedrungen mit Er an, wie folgender aufschlussreicher Satz zeigt:
- „Uns einander zu duzen, war verboten; wir gewöhnten uns daher, einander Er zu heißen.“[5]

In Lessings „Minna von Barnhelm“ von 1767 spricht der Diener eines Majors den Wirt betont vorwurfsvoll mit „Er“ an:
- „Sieht Er, Herr Wirt; wenn ich heucheln könnte, so würde ich für so was heucheln; aber ich kann nicht; es muß raus: Er ist doch ein Grobian, Herr Wirt!“[6]

Die Verwendung des „Er“, bei Frauen des „Sie“ als 3. Person Singular, konnte also auch eine sprachlich elegant verpackte Geringschätzung des Gegenübers oder einen moderaten (gleichsam „höflichen“) Vorwurf zum Ausdruck bringen. Gezielt angewendet wurde diese Formulierung bei Bedarf von sozial höher gestellten oder Amts-Personen gegenüber Bürgern. Die Form (und auch die genannte Konnotation) kommt auch heute gelegentlich noch dialektal vor, z. B. im sogenannten Berliner Er:
- „Hatter denn ooch’n jült’jen Faahohsweis?“ („Hat er denn auch einen gültigen Fahrausweis?“),

tritt aber auch in anderen Dialekten als Überbleibsel der Er/Sie-Anredeformen auf.
Selten, aber nicht ausgeschlossen, ist eine Anrede mit dem unbestimmten Pronomen man, speziell in Fragesätzen:
- „Hat man denn nichts gesehen?“ (Frage an einen Verkehrsteilnehmer zu einem Unfallgeschehen)

#### Anrede in der 1. Person Plural (Wir)
Die „Wir“-Anrede ist in schriftlichen Darstellungen oder auch in Vorträgen als „Autoren-Wir“ verbreitet. Der Autor schreibt oder sagt weder „Sie“ noch „Ihr“, sondern „Wir“, indem er rhetorisch sich selbst gleichsam einbezieht, aber natürlich die Leser oder Zuhörer meint:
- „Nehmen wir mal an, …“ (statt „Nehmen Sie mal an, …“)

Beim Anfeuern einer Mannschaft mag der Trainer schon mal sagen:
- „Wir wollen kämpfen, wir schonen uns nicht, wir wollen siegen!“

Dieses rhetorische Einbeziehen der eigenen Person klingt etwas weniger schroff, als wenn er diese Aufopferung primär von der Mannschaft erwartet, denn natürlich meint er: „Ihr sollt kämpfen, ihr sollt euch nicht schonen.“
In anderem Zusammenhang wird die „Wir“-Form umgangssprachlich in einem lockeren bis scherzhaften Sinne oder auch als Übergang zwischen den Anredeformen „Sie“ und „Du“ bei ungezwungenen Kurzreden verwendet:
- „Wen suchen wir denn?“
- „Wie geht es uns denn heute?“

und wird daneben etwa in der Babysprache gegenüber Kleinkindern angewandt.

#### Nicht-pronominale Höflichkeitsform
Speziell im Restaurant wird in Fragesätzen die Formulierung
- „Möchte der Herr die Speisekarte sehen?“

verwendet. Diese Form, die als Variante der Er/Sie-Anrede (in der 3. Person Singular) gesehen werden kann, kommt auch in manchen Dialekten als Höflichkeitsform in Fragesätzen vor und ähnelt der Höflichkeitsform im Schwedischen.

### Gegenseitigkeit und Einseitigkeit des Duzens
Unter einander unbekannten und nicht verwandten erwachsenen Personen wird die „Sie“-Anrede in der Hochsprache traditionell gegenseitig verwendet. Der eventuelle Übergang zum „Du“ wird auf Basis eines wechselseitigen Einverständnisses vollzogen und üblicherweise von der älteren oder ranghöheren Person angeboten. Bis im dritten Viertel des 20. Jahrhunderts war Duzen außer auf dem Land, wo es meist weit verbreitet war, in städtischen Gebieten vor allem in der engeren Verwandtschaft, unter engen Freunden sowie unter gleichrangigen Arbeitern verbreitet. Bei letzteren kam und kommt es sowohl innerhalb eines Betriebs als auch im zwischenbetrieblichen Bereich, z. B. auf einer Baustelle oder unter Fernfahrern vor. Daneben ist Duzen unter den meisten „Aktivisten“-Gruppen verbreitet, so in gewerkschaftlichen Kreisen, in sozialistischen und grünen Parteien, vielen Umwelt- oder Friedensaktivisten, historisch auch in allen revolutionären Gruppen. Seit etwa den 1970er Jahren hat sich eine Verstärkung des direkten Duzens unter jüngeren Erwachsenen eingebürgert und wird im informellen Umfeld, d. h. außerhalb eines Geschäfts- oder amtlichen Umfeldes, oft bis gegen 30 Jahre spontan verwendet. In der Zeit vor etwa 1970 war dies nur bis etwa 16 bis höchstens 18 Jahre üblich; junge Studienanfänger von 19 bis 20 Jahren, die sich nicht aus anderem Zusammenhang kannten, siezten sich in Deutschland bis dahin zunächst stets, vielfach auch während des ganzen Studiums.
Über die genannten traditionellen Bereiche hinaus wurde Duzen seit Ende des 20. Jahrhunderts zunehmend auch zwischen Mitarbeitern eines Betriebs und oft auch zwischen Vorgesetzten und Mitarbeitern ausgeübt. Dennoch sollte in deutschen Betrieben im Allgemeinen eine rechtliche Regelung zum Du oder Sie beachtet werden. Nach § 87 Abs. 1 Nr. 1 BetrVG haben Betriebsräte in dieser Regelung ein Mitbestimmungsrecht. Betriebsparteien regeln es gewöhnlich untereinander, ob das Du oder Sie angewandt wird und dass keine Pflicht zum Duzen besteht. Zum Beispiel: Wenn ein Kollege nicht geduzt werden möchte, kann das Unternehmen verpflichtet sein, andere Arbeitnehmer anzuweisen, das Duzen des Kollegen zu unterlassen.
Auch Spontanbekanntschaften bei Events führen häufig zum Duzen, und dies wurde auch leichter als früher im Nachbarschaftsverhältnis üblich. Bei fast allen diesen informellen Fällen sind auch die Begrüßungs- und Abschlussförmlichkeiten (Anrede, Händeschütteln) reduziert oder gar fehlend. Dennoch ist das Siezen mit Verwendung des traditionellen Honorificums „Herr“ oder „Frau“ plus Nachnamen weiterhin die gewohnheitsmäßige und dominierende Anredeform gegenüber Fremden auf der Straße, in Geschäften und Behörden sowie bei förmlichen gesellschaftlichen Anlässen.
In Internetforen wird meist geduzt, selbst bei völlig unbekannten Personen als Diskussions- oder Chatpartnern. In Einzelfällen kann von Moderatorenseite eine Sie-Form vorgegeben werden.
Eine einseitige Verwendung des Duzens ist in manchen Ausbildungsbetrieben (Handwerk, diverse Unterrichtsinstitutionen) zwischen Vorgesetzten und Lernenden, auch wenn diese schon das juristische Erwachsenenalter erreicht haben, seit langem akzeptiert und sanktioniert. Zwischen Lehrern und älteren Schülern (z. B. Abiturienten) kann dies auch im Rahmen einer wechselseitigen Vereinbarung erfolgen. Das von einer älteren Person im Alltag ausgeübte spontane Duzen gegenüber Jüngeren hat sich in der Praxis vielfach nicht in gleichem Maße erhöht wie das Duzen der jüngeren Leute untereinander, liegt also vermutlich weiterhin häufig bei (jeweils geschätzten) 16 bis 18 Jahren.
In neuerer Zeit wird situativ zuweilen ein spontanes Duzen oder mindestens Vornamensnennung gegenüber manchen erwachsenen Kulturfremden, insbesondere solchen aus Vorderasien oder Afrika, angewendet, die dies umgekehrt manchmal auch so halten oder zumindest als einfacher empfinden und selbst bevorzugt über Vornamen kommunizieren. Korrekterweise wird man sich dann umgekehrt auch mit Vornamen anreden lassen.
Gegenüber sozialen Randgruppen und Personen, die sich selbst nicht an Konventionen halten, wird das Siezen zuweilen sogar im amtlichen Verkehr als unpassend empfunden. In solchen Fällen, wo auch das Gegenüber einen konsequent nicht mit „Sie“ anredet, beobachtet man selbst bei Polizeikräften gelegentlich die Verwendung der „Du“-Form, z. B. gegenüber stark alkoholisierten Personen.

### Kinder und Verwandte
Kinder werden heutzutage im deutschen Sprachraum von niemandem gesiezt, auch nicht adelige Kinder. Selbst duzen sie alle Familienangehörigen und anfänglich auch fremde Personen. In anderen Sprachen wird Kindern eine Höflichkeitsform für den Umgang mit ihren Eltern beigebracht, z. B. durch die schon erwähnte Verwendung des französischen „vous“. Gegenüber Großeltern oder anderen geehrten Verwandten, oft auch gegenüber Schwiegereltern, wurde im Deutschen eine Höflichkeitsform, manchmal dialektal in Form des Ihrzens, verschiedentlich noch bis in die Mitte des 20. Jahrhunderts angewendet; dies ist heute selten geworden.
Selbst werden Kinder traditionell ab einem gewissen Alter dazu angehalten, alle Erwachsenen zu siezen, mit Ausnahme eigener Familienangehöriger und mancher Erwachsener aus dem engeren Freundes- und Bekanntenkreis. Die aktive und korrekte Anwendung der Höflichkeitsform ist für sie selbst allerdings mit einem längeren Lernprozess verbunden: So sprechen sie ihre Lehrer zwar bald mit „Herr“ oder „Frau“ plus Familienname an, vergessen dann aber den pronominalen Wechsel und verwenden die „Du“-Form, z. B.: „Frau Müller, kannst du mir zeigen, wie ich die Aufgabe lösen kann?“ Erzieher lassen sich in Deutschland von den Kindern meist mit Vornamen ansprechen (vermutlich heutzutage die Mehrzahl, insbesondere unter den Jüngeren), teilweise mit Nachnamen.
Im Rahmen der sogenannten antiautoritären Erziehung wurde in Deutschland temporär in der zweiten Hälfte des 20. Jahrhunderts zeitweise ein alternatives Umgangs- und Erziehungskonzept propagiert, wonach die eigenen Eltern direkt mit ihren Vornamen anstatt der Verwandtschaftsbezeichnungen Mutter und Vater (oder sinngemäßen Bezeichnungen) anzusprechen und auch fremde Erwachsene bei direkter Ansprache als Ausdruck einer Gleichstellung zu duzen wären. Diese Tendenz ist bezüglich der biologischen Eltern wieder deutlich zurückgegangen, gegenüber den in heutigen Stieffamilien („Patchwork-Familien“) wieder häufiger gewordenen Stiefelternteilen allerdings oft in Gebrauch.
Wie weit die familiäre Stellung von Verwandten mit in die den Kindern anerzogene Anrede einfließt, wird unterschiedlich gehandhabt (Oma Maria, Onkel Fritz). Vielfach wird der Zusatz beigefügt, damit das Kind die Art der Beziehung erkennt und behält; von anderer Seite wird es oft als nicht mehr zeitgemäß empfunden, insbesondere wo sich traditionelle Familien- und Verwandtenstrukturen auflösen und häufiger als früher neu formieren. Am ehesten wird eine ergänzende Bezeichnung noch angewendet, wo eine Verwechslung bei der Anrede möglich ist (Tante Leni, im Gegensatz zu Oma Leni). Die spätere Weiterverwendung der Verwandtenbezeichnung durch bereits erwachsene Personen gegenüber ihren Tanten, Onkeln und Großeltern kann Respektbezeugung bekunden oder aber Nachwirkung oder Nachahmung von Kinder-Ausdrucksweisen sein, verblasst jedoch häufig mit zunehmendem Alter. Eine Benennung von nichtverwandten, aber der Familie vertrauten Bekannten als Onkel XY oder Tante XY (Nenntante) gegenüber Kindern ist weitgehend außer Mode gekommen, wurde aber bis ins dritte Viertel des 20. Jahrhunderts für manche enge Bekannte oder Freunde gepflegt und war meist mit der autorisierten Anwendung des „Du“ durch das Kind gegenüber diesen Erwachsenen verbunden. Auch gegenüber Patentante und Patenonkel, obwohl im Allgemeinen nicht verwandt, darf von Seiten der Kinder geduzt werden.
Wie erwachsene entfernte, angeheiratete oder liierte Verwandte (z. B. Cousins, Großnichte, Schwippschwager und deren jeweilige Lebenspartner) sich untereinander ansprechen, wenn sie sich erstmals, z. B. anlässlich einer Familienfeier, sehen, wird unterschiedlich gehandhabt. Meist wird heute das spontane wechselseitige Duzen als „natürlich“ empfunden, was zu anderen Zeiten und in anderen Kulturen und Sprachen nicht so sein musste oder muss. Speziell Menschen mit Migrationswurzeln aus dem Balkan, der Türkei oder Vorderasien leben zuweilen in komplexen und traditionell strukturierten Großfamilienstrukturen mit verwandtschaftsspezifischen Anredeformen und Höflichkeitsattributen gegenüber den verschiedenen Familienmitgliedern.

### Siezen mit Vornamen und Duzen mit Nachnamen
Einseitiges und wechselseitiges Siezen in Kombination mit Vornamensnennung wird zuweilen Hamburger Sie oder Hanseatisches Sie genannt, weil es ehemals im Norden etwas verbreiteter gewesen sein soll als im Süden des deutschen Sprachraums. Heute ist es in ähnlicher Häufigkeit fast überall zu finden, wird allerdings wohl eher einseitig von Erwachsenen gegenüber jüngeren Personen verwendet, die gerade keine Jugendlichen mehr sind. So sagen Lehrer zu älteren Schülern etwa „Lena, kommen Sie an die Tafel.“ Diese asymmetrische Verwendung war im 19. und 20. Jahrhundert eine verbreitete Anredeform gegenüber Dienstpersonal, kommt in dieser Funktion aber auch heute noch vor.
Es wird subjektiv als Mittelweg zwischen Duzen und Siezen empfunden und gilt, wenn wechselseitig erfolgend, als höflich oder respektvoll. Auf Externe wirkt eine wechselseitige Verwendung allerdings manchmal als gekünstelter Spagat. Es ist vielleicht in neuerer Zeit durch den intensivierten Kontakt mit anderen Kulturen sowie durch Fernseh-Ausstrahlungen synchronisierter amerikanischer Soap Operas, Filme und Reportagen auch unbewusst zu etwas stärkerer Verbreitung gelangt. Insbesondere aber auch die Teilnahme an englischsprachigen Meetings, wo automatisch allgemeine Vornamensadressierung üblich ist, führt zuweilen dazu, die Vornamensnennung auch in der deutschen Kommunikation weiter aufrechtzuerhalten, aber zumindest eine Zeitlang noch beim Siezen zu bleiben.
Duzen in Kombination mit „Frau/Herr“ plus Nachnamen wird salopp als Kassiererinnen-Du bezeichnet („Frau Meier, kannst Du mal zur Kasse kommen?“) und soll eher im Süden Deutschlands verbreitet sein. Dass in Geschäften auffallenderweise selten laut die Vornamen gerufen werden, insbesondere bei Verwendung des Lautsprechers, kann mit betriebsinternen Richtlinien zusammenhängen.
Unter männlichen Kollegen und auch vom Vorgesetzten zum Mitarbeiter kommt auch reine Nachnamensnennung (ohne Herr) bei gleichzeitigem Du vor. Diese Variante findet sich ebenfalls eher im süddeutschen Sprachraum (Süddeutschland, Luxemburg, Österreich), wird aber auch im norddeutschen Raum unter befreundeten Männern zuweilen beobachtet (‚Hallo Schulze!‘); gegenüber Fremden oder einem ferner stehenden Personen gilt diese Anredeform als unhöflich. Wo die Nachnamensanrede mit Duzen und ohne Honorificum beispielsweise vom Chef zum Mitarbeiter verbreitet ist, wird in der dritten Person etwa vom „Meier Karl“ statt von Karl Meier gesprochen, ein Usus, der wohl mehr im Bereich des Pragmatischen als des Höflichen anzusiedeln ist.
In Schulen mit reiner Knabenbesetzung war die asymmetrische reine Nachnamensnennung mancher Lehrer zu ihren (männlichen) Schülern mindestens bis in die 1960er Jahre verbreitet und kam wohl auch danach bis etwa in die 1990er Jahre vor. Als Folge davon haben sich dann die Knaben ebenfalls und auch in der Freizeit faktisch vielfach nur mit Nachnamen angeredet und wechselseitig so bezeichnet. Lehrerinnen dürften diesem Usus kaum gefolgt sein. Vermutlich kommt diese Anredevariante kaum noch vor, da sich sowohl auf Seiten der Lehrer als auch der Schüler die Einstellung zu einer angemessenen Anrede verändert hat und die Schulen auch meist gemischt sind. Den Lehrer selbst sprachen diese Schüler mit „Herr Lehrer“ oder mit „Herr“ + Nachname an.
In Österreich ist eine aus der k. u. k. Monarchie verbliebene Anrede in Ämtern, z. B. als „Du, Dr. Müller“, gleichsam institutionalisiert in Verwendung: Duzen ist relativ weit verbreitet, z. B. im Österreichischen Außenministerium zwischen allen akademischen Beamten. Während aber in Deutschland und der Schweiz die Kombination von Duzen und Vornamennennung bzw. Siezen und Nachnamennennung der Normalfall ist, ist in Österreich der Titel gegebenenfalls wichtiger als das Du oder Sie, d. h., ein zu Herrn Meier gesprochenes „Du, Herr Sektionschef“ ist im amtlichen Umfeld angebrachter als ein „Sie, Herr Meier“.

### DerFräulein-Ersatz
Die ab den 1970er Jahren seltener gewordene Anrede „Fräulein“ für unverheiratete jüngere oder ältere Frauen, die sich bis dahin meist selbst auch entsprechend bezeichneten, z. B. in der Aufschrift
- „Frl. Dr. med. U. Zellweger, Kinderärztin“,

ist amtlich aufgehoben und wird auch praktisch kaum noch als Anrede verwendet, am ehesten gelegentlich noch für sehr junge Frauen, die man gerade nicht mehr einseitig duzen mag. Ersatzweise hat sich gegenüber diesen (die manchmal selbst die Anrede „Frau“ als unpassend oder altmachend empfinden) in den letzten Jahrzehnten verstärkt die Verwendung des Vornamens in Verbindung mit dem „Sie“ durchgesetzt. Die Verwendung des Begriffs „Fräulein“ für heranwachsende (vornehm auftretende) Mädchen ist schon seit Mitte des 20. Jahrhunderts zunehmend außer Gebrauch gekommen und wird meist höchstens noch im spaßigen Sinne verwendet. In anderen Sprachen sind die entsprechenden Anreden hierfür weiter in Gebrauch (z. B. „Miss“ im Englischen, „Signorina“ im Italienischen).
In einer anderen Bedeutung wird oder wurde „Fräulein“ als traditionelle höfliche Anrede gegenüber weiblichen Dienstleistungsangestellten, deren Namen man nicht kannte, verwendet, speziell im Restaurant, aber auch in Geschäften oder bei der Telefonauskunft und -vermittlung das Fräulein vom Amt. Diese Anrede geschah unabhängig von Alter und Zivilstand und wurde etwa in der Form „Fräulein, ich möchte bitte zahlen!“ verwendet. Männliches Bedienungspersonal wird in Deutschland und Österreich zuweilen noch, aber stark abnehmend, „(Herr) Ober!“ gerufen. In der Schweiz wurde das männliche Bedienungspersonal, das früher generell seltener war, meist ohne Anrede gerufen („Zahlen, bitte!“). In beiden Fällen, für männliches wie für weibliches Bedienungspersonal, haben sich bislang keine einheitlichen und als höflich empfundenen Ersatzrufbezeichnungen herausgebildet. Trägt die (männliche oder weibliche) Bedienung ein Namensschild, wird von Restaurant-Benimmregeln etwa empfohlen, gegebenenfalls mit dem Namen zu rufen oder „anderswie“ auf sich aufmerksam zu machen.
Ob Servicepersonal in der „Nach-Fräulein-Zeit“ per Vornamen (im Zweifel mit Hamburger Sie, außer bei sehr jungen Personen) oder mit Nachnamen angesprochen werden möchte, kann – sofern vorhanden – aus dem Namensschild abgeleitet werden, das entweder nur den Vornamen trägt (vielfach auf internationalen Veranstaltungen, in Schnellrestaurants und bei Auszubildenden) oder nur den Nachnamen (vielfach in Kaufhäusern und in Lebensmittelketten) oder beide Namen enthält (oft bei internationalen Service-Centern). Die Aufschrift wird meist betrieblich vorgegeben, entspricht also nicht unbedingt dem prioritären Anredewunsch der betroffenen Person.

### Namenszusätze und akademische Titel
Im Deutschen werden verschiedene Namenszusätze bei der mündlichen oder schriftlichen Anrede verwendet, deren Ursprünge teilweise ins Mittelalter zurück reichen, insbesondere „Herr“ (damals eine Ehrbezeugung und Anrede gegenüber Ranghöheren, speziell Adeligen und Rittern), Frau (ehemals Bezeichnung und Anrede einer vornehmen Ehefrau, meist von Rittern und/oder Adeligen) oder „Doktor“ (ehemals als „Doctus“ der Titel bzw. die Anrede für Studierte, d. h. Gelehrte). Nur wenige der Zusätze werden in amtlichen Registern und Dokumenten eingetragen. Im schweizerischen Reisepass wird kein Honorificum verwendet, auch nicht ‚Herr‘ oder ‚Frau‘ (das Geschlecht wird durch einen Buchstaben bezeichnet). Im mündlichen Gebrauch war die Anrede mit „Doktor“ ohne Nachnamensnennung früher vergleichsweise häufig, heute seltener (am ehesten noch beim Arzt).
Anreden wie „Gnädiger Herr“ oder „Gnädige Frau“ sind in direkter Zweier-Rede seit etwa Mitte des zwanzigsten Jahrhunderts in Deutschland kaum noch in Verwendung, in Österreich zumindest abnehmend. Am ehesten hört man diese Anreden heute noch auf exklusiven Veranstaltungen. Zudem wird „Gnädige Frau“ (mangels einer guten Alternative) manchmal verwendet, wenn man das Wort an eine einzelne Dame einer Zuhörergruppe richtet (z. B. „Bitte, gnädige Frau“; eine etwas prosaischere Alternative ist „Bitte, meine Dame“). In der Schweiz sind diese Anreden praktisch unbekannt; dafür werden die etwa gleichwertigen französischen Formen Madame und (etwas seltener) Monsieur verwendet.
Viele der früher verbreiteten weiteren Namenszusätze, die zusätzlich nach „Herr“ oder „Frau“ verwendet wurden, sind ganz oder weitgehend verschwunden, insbesondere Berufs- und Meistertitel (‚Herr Schneidermeister‘, ‚Herr Lehrer‘). Unverheiratete Grundschullehrerinnen wurden von den Schulkindern bis etwa in die 1960er Jahre teilweise „Fräulein“ oder „Fräulein Lehrerin“ (in etwas späterer Zeit auch noch als „Frau Lehrerin“), männliche Kollegen oft mit „Herr Lehrer“ angeredet. Die Anrede ‚Herr Lehrer‘ wurde teilweise sogar von den Eltern der Kinder so gehandhabt, was inzwischen de facto zum Erliegen gekommen ist. Auch die Ehepartner von Meistern (früher: ‚Frau Bäckerin‘, ‚Frau Meisterin‘) oder von Herren Doktoren werden längst nicht mehr mit akademischem Grad angeredet; bis um 1980 galt die (zuletzt nur noch selten verwendete) Anrede ‚Frau Doktor‘ als höflich und respektvoll, wenn der Ehemann den Doktorgrad erworben hatte. Alle diese Formen ehrender Anreden wurden schon bald nach dem Zweiten Weltkrieg selten und verschwanden wohl um 1980. Allerdings werden bei öffentlichen Anreden weiterhin Namenszusätze für gewählte Volksvertreter und politische Amtsinhaber (z. B. „Frau Landrätin“, „Herr Regierungsrat“) sowie für religiöse Amts- und Würdenträger verwendet („Herr Pfarrer“). Viele Inhaber dieser Bezeichnungen tolerieren oder erwarten heutzutage gar zumindest im persönlichen Umgang eine „normale“ Anrede ohne Amts- oder Funktionsbezeichnung.
Der akademische Grad des Doktors und der akademische Titel des Professors werden im deutschen Sprachraum im Adressfeld eines Briefes oder in einer Namensliste in abgekürzter Form (Dr., Prof. [falls die Person keinen Dr.-Grad erworben hat] oder Prof. Dr.) vor den Namen gesetzt und dienen damit im gesellschaftlichen und auch wissenschaftlichen Bereich (z. B. auf Symposien) als Information über den Status des oder der Betreffenden. In der mündlichen oder schriftlichen Anrede wird man aber nur den höchsten Titel/akademischen Grad (also ggf. Herr Prof.) nennen. Bei der persönlichen Begegnung und wechselseitigen Begrüßung von Akademikern untereinander werden die Titel/akademische Grade – im Gegensatz zu früher – praktisch nie genannt (kam vereinzelt bis in die 1970er/1980er Jahre vor). Gleichrangige aus dem gleichen Berufsfeld begrüßen sich unter Umständen mit „Herr Kollege“ („Frau Kollegin“), allerdings am ehesten noch im medizinischen oder anwaltlichen Umfeld. Die akademischen Bezeichnungen werden vielfach von Firmen und Dienstleistern im Kundenkontakt formularmäßig abgefragt und dann aktiv verwendet, ebenfalls dann, wenn der Betroffene seinen Titel/Akademischen Grad von sich aus als Namenszusatz nennt.
Studenten und Mitarbeiter von Doktoren und Professoren reden diese heutzutage meist ohne akademischen Grad an, doch gibt es Ausnahmen, so bei ausländischen Gaststudenten mit anderem kulturellem Hintergrund oder aus internen Organisationsgründen. Auf die Nennung der Titel/akademische Grade wird besonders im Ärzte/Patentienten-Kontaktumfeld geachtet, wo der Doktorgrad oder Professorentitel und der äußerlich respektvolle Umgang miteinander für die Patienten als subjektive Orientierung über die Kompetenz und fürsorgliche Betreuung gewertet wird. Den Dr.-Grad kann man sich als einzigen akademischen Grad derzeit auch noch in den deutschen oder österreichischen Pass eintragen lassen, nicht allerdings in den schweizerischen. Im amtlichen Verkehr wird er oft nicht genannt. Infolge der „Inflation“ akademischer Grade mit (2016) rund 30.000 neuen Promotionen pro Jahr im deutschsprachigen Raum verzichten mittlerweile viele Promovierte in der normalen Korrespondenz und im persönlichen Umfeld auf den Hinweis auf ihren Doktortitel. Das Weglassen des Doktor-Grades (oder auch des Prof.-Titels) im mündlichen und schriftlichen privaten Alltag wird von den meisten Trägern seit den späten 1970er Jahren nicht mehr als Unhöflichkeit empfunden – Ausnahmen gibt es allerdings.
Der Titel Prof. und der akademische Grad Dr. gelten an sich traditionell und nach (bisherigem) Duden sowohl ausgeschrieben als auch abgekürzt für die männliche und weibliche Form. Allerdings ist seit dem ersten Jahrzehnt des 21. Jahrhunderts die Tendenz zu beobachten, bei Professorinnen die weibliche Form (Frau Professorin XY oder Frau Prof.in XY) zu verwenden, merkwürdigerweise aber (bislang) nicht bei der Verwendung des (grammatikalisch rein männlichen) Doktorgrades einer promovierten Frau (z. B. Frau Dr. Tischbein, ausgeschrieben Sehr geehrte Frau Doktor Tischbein), aber Gepflogenheiten und Höflichkeitsformen gehorchen nicht immer der Logik und Konsistenz.
Bei Feierlichkeiten werden die Hochschulrektoren zuweilen noch als Magnifizenz angesprochen. Für Universitätspräsidenten gilt die Bezeichnung nicht; sie werden mit Herr (Universitäts-)Präsident bzw. Frau (Universitäts-)Präsidentin angesprochen. Die Dekaninnen und Dekane der Fachbereiche oder Fakultäten der Universitäten werden in feierlicher Rede manchmal noch mit Spektabilität oder Spectabilis angesprochen.
Manche Personen sind mit einem Ehrendoktor (h. c.) ausgezeichnet. Üblicherweise spricht man sie im mündlichen Direktkontakt ohne diesen Grad an, bei feierlichen Veranstaltungen wird er öfters genannt. Hier wird empfohlen, bei der Anrede ggf. den eventuellen persönlichen Befindlichkeiten des oder der Betroffenen Rechnung zu tragen.
Die Anrede mit „Doktor“ bei Nicht-Promovierten ist andererseits eine einschmeichelnde Anrede, die ebenfalls in Österreich (wie auch in manchen mediterranen Ländern) zuweilen gezielt im Sinne eines Honorificum verwendet wurde oder vielleicht noch wird, z. B. vom Hotel- oder Restaurantpersonal gegenüber wichtigen Kunden; ähnliches galt zuweilen für den Titel „Baron“ (entspricht Freiherr/Freifrau). Beides ist auf jeden Fall stark zurückgegangen. Der Usus mag daher kommen, dass in Italien jeder Hochschulabschluss die Bezeichnung „dottore“ (Doktor) ermöglicht, so dass die Verwendung des Titels auch einfach anzeigt, dass man die entsprechende Herrschaft für gebildet hält.

### Respektspersonen und Adel
Ausländische Botschafter werden im deutschen Sprachraum in offizieller Runde vielfach mit „(Eure/Ihre) Exzellenz“ angesprochen, die eigenen Botschafter hingegen mit Herr oder Frau Botschafter(in). Die Leiter konsularischer Vertretungen können Generalkonsul, Konsul oder Honorarkonsul heißen und werden oft mit diesem Namenszusatz angesprochen, insbesondere bei erstmaliger Erwähnung. Manche traditionellen Titel-Bezeichnungen für Geistliche sind seit etwa 1970 abnehmend im Gebrauch und werden durch zeitgemäßere Funktionsbezeichnungen ersetzt: Kardinäle werden mit „Euer/Eure Eminenz“ oder „Herr Kardinal“, angesprochen, Bischöfe mit „Exzellenz“ oder „Herr Bischof“. Bezeichnungen wie „(Euer) Hochwürden“ für katholische Geistliche im Priesteramt sind fast gänzlich verschwunden. Trotz der noch aus der Zeit des Ihrzens stammenden Zusatzformen „Eure/Euer“ (Possessivpronomina der 2. Person Plural) werden heute (sofern nicht wechselseitig im Dialekt mit Ihrzen als Höflichkeitsform gesprochen wird) alle Personen mündlich und schriftlich mit „Sie“ (3. Person Plural) angesprochen, auch wenn die Satzkonstruktion dadurch grammatikalisch falsch ist („Euer Eminenz haben …“).
Eigene Konventionen gibt es für die Begegnung von Bürgerlichen mit Adligen sowie mit Adligen untereinander, wobei es sich innerhalb des deutschen Sprachraums, außer Liechtenstein und Luxemburg, um ehemalige Adelsfamilien und Adelshäuser handelt. Hier ist es meist unüblich, die Anredeform „Herr“ oder „Frau“ zu verwenden, sondern ausschließlich den (höchsten) Titel, gegebenenfalls mit einer Ergänzung. Die Anrede an eine „Prinzessin“ genannte Person aus nicht regierendem Hause lautet normalerweise einfach „Prinzessin“ oder eventuell „Prinzessin von …“. Ein Graf wird üblicherweise mit „Graf“ oder „Graf von“ und Nachnamen (Geschlechtsnamen) angeredet, ein „Freiherr“ oder eine „Freifrau“ mit ebendiesem ehemaligen Titel (der in Deutschland als Namensteil gilt) plus Nachnamen, verbreitet ist heute alternativ auch „Herr/Frau von“, wobei auch das „von“ optional ist. Untereinander werden Adelige ohne das Prädikat „von“ vorgestellt und auch unter Weglassung aller Titel, die gleichrangig oder niedrigerrangig sind als der Titel desjenigen, dem vorgestellt wird.
Auch beim Adel wird trotz der teilweise altertümlichen Titel mit auffallenden Vornamensbezeichnungen und Ergänzungen wie „Eure/Euer“ (2. Person Plural) heute die Anrede „Sie“ (3. Person Plural) ohne die Vornamen verwendet. Die Vornamen werden üblicherweise nur in Ansprachen zusammen mit dem Adelstitel sowie in schriftlichen Adressierungen genannt.
Stammen Adelige aus regierendem Hause, gelten spezielle Anreden: Der Fürst von Liechtenstein ist mit „Durchlaucht“, der Großherzog von Luxemburg mit „Königliche Hoheit“ oder „Altesse royale“ anzusprechen. Nach den Protokollvorgaben des schwedischen Hofstaats sind sowohl der schwedische König als auch die Königin schriftlich und mündlich mit „Eure Majestät“ anzusprechen, während eine Briefadressierung z. B. heißen müsste „Ihrer Majestät der Königin Silvia von Schweden“. Ihre Kinder, im deutschen Alltagssprachgebrauch Prinz und Prinzessin genannt, sind mit „Eure Königliche Hoheit“ anzusprechen oder anzuschreiben. Als briefliche Schlussformel wird vom Protokoll in allen Fällen „Hochachtungsvoll“ nahegelegt.

### Konjunktiv als umschreibende Höflichkeitsform
Bei mündlichen Aufforderungen, Wünschen, Bitten und Fragen werden im modernen Standarddeutschen vielfach Satzkonstruktionen mit einem Modal- oder Hilfsverb im Konjunktiv verwendet, wodurch Zurückhaltung und Höflichkeit suggeriert werden soll. Die Sätze sind in diesem Falle nicht wörtlich zu verstehen und zu beantworten, sondern als freundliche Aufforderung zu interpretieren:
- „Könnten Sie mir bitte sagen, wie spät es ist?“ (Höflichkeitsform für: „Wie viel Uhr ist es?“)
- „Würden Sie bitte das Fenster schließen?“ (Höflichkeitsform für: „Schließen Sie bitte das Fenster.“)
- „Ich hätte gern ein Weißbrot.“ (statt „Geben Sie mir bitte ein Weißbrot?“)

Die Höflichkeit wird dabei vielfach auch durch Stimm-Modulation unterstrichen. Je nach Stimmlage können diese rhetorischen Fragen und indirekten Aussagen prinzipiell auch von einem freundlichen (höflich bittenden) Ton in eine bestimmende Anweisung abgewandelt werden und werden dann in schriftlicher Form mit einem Ausrufezeichen versehen.
Wie alle Aspekte der als höflich empfundenen Kommunikationsformen sind auch diese Ausdrucksweisen zeitlich und regional unterschiedlich und ändern sich langsam und unmerklich, vielfach auch durch Einflüsse aus dem Kontakt mit anderen Kulturen. Ist in Deutschland eine eher direkt ausgesprochene Bitte wie
- „Noch ein Bier, bitte!“

verbreitet, gilt diese Direktaufforderung in der Schweiz als an der Grenze des Höflichen und Zumutbaren. Hier ist eher eine Formulierung wie
- „Chönt i no nes Bierli ha?“, „Könnte ich noch ein Bierchen haben?“,

üblich, d. h. eine rhetorische Frage in einer Konjunktivkonstruktion und einem alemannischsprachlichen Diminutiv zur Abschwächung der Aufforderung, wobei zum weiteren Ausdruck der Höflichkeit oft auch noch die Sprechgeschwindigkeit reduziert ist.
Eine rein indikativische Ausdrucksform, wie sie in Österreich, Süddeutschland und in Teilen Nordrhein-Westfalens beim Bäcker zu hören sein kann
- „Ich kriege/bekomme zehn Brötchen.“

ist in der Schweiz unüblich und wird gar als recht unhöflicher (militärisch anmutender) Imperativ empfunden, insbesondere wenn sie in unmodulierter einheitlicher Tonlage ausgesprochen wird.

### Begrüßung und Anrede vor Publikum
Bei Reden vor einem großen anonymen Publikum oder auch im Fernsehen wird oft die tradierte Höflichkeitsfloskel „Sehr geehrte Damen und Herren“ verwendet. Der Hausherr oder der Einladende wird hierbei die Ehrengäste gesondert und mit dem jeweils höchsten Titel begrüßen, bei Gästen aus der Politik in der Reihenfolge, die das jeweilige Protokoll vorgibt. Ab der zweiten Anrede bzw. ab dem zweiten Redner kann auch vereinfacht „Meine Damen und Herren“ gesagt werden und die Titel können gegebenenfalls weggelassen werden, ohne dass dies als unhöflich empfunden wird.
In Diskussionsforen, insbesondere im Fernsehen, konstatiert man vielfach, dass sich Teilnehmer siezen, obwohl bekannt oder wahrscheinlich ist, dass sie sich außerhalb dieser Veranstaltung duzen. Die Begründung für diese „Verstellung“ liegt überwiegend darin, dass die kommunikative Distanz zwischen den Gesprächspartnern einheitlich sein soll und auch der Distanz zum Publikum entsprechen soll, das die Teilnehmer üblicherweise selbst siezen würde. Auch viele Interviewpartner, etwa Moderator und Außendienstmitarbeiter, sprechen öffentlich in der Sie-Form miteinander, begrüßen sich jedoch seit einigen Jahren auch in öffentlichen Medienanstalten vielfach mit Vornamen (früher: mit Nachnamen). Im Gegensatz zu diesen ernsten Formaten wird in Unterhaltungssendungen vielfach ganz oder weitgehend geduzt.
In der Schweiz wird bei Verwendung der hochdeutschen Standardsprache die Höflichkeitsform des Siezens verwendet, bei Verwendung des Dialekts diejenige Form, die im jeweiligen Dialekt üblich ist. Die in dialektsprachlich geführten Gesprächsrunden gegebenenfalls entstehende Mischverwendung (Siezen durch Sprecher aus Basel, Ihrzen durch Sprecher aus Bern) fällt einem Schweizer aufgrund seiner Gewöhnung an multidialektale Gespräche kaum auf.

### Anreden und Schlussformeln im Schriftverkehr
Die oben für den mündlichen Verkehr genannten Höflichkeitsformen gelten oft auch sinngemäß im Schriftverkehr, wobei hier gewisse (vielfach erstarrte und inhaltlich leere) tradierte Höflichkeitsformen vorangestellt werden. So werden die aus dem 20. Jahrhundert stammenden Formulierungen
- „Sehr verehrte Frau Lehmann“ oder verkürzt „Verehrte Frau Lehmann“

in beiden Formen, mit oder ohne „sehr“, heute in der brieflichen Kommunikation oft als anbiedernd bis übertrieben und veraltet empfunden, bei Festveranstaltungen oder Ehrungen aber mündlich und schriftlich weiterhin durchaus verwendet.
Die Anreden
- „Sehr geehrte Frau Lehmann“ bzw. (seltener) auch verkürzt „Geehrter Herr Lösche“

werden jedoch nach wie vor standardmäßig im Geschäfts- und Behördenverkehr verwendet, auch wenn der darauf folgende Briefinhalt möglicherweise keine große Ehre bezeugen sollte.
Allerdings haben sich ab etwa dem Beginn des 21. Jahrhunderts im Geschäftsleben vielfach einfachere Formulierungen wie „Guten Tag“ eingebürgert. Zwischen Mitarbeitenden und von Vorgesetzten zu Mitarbeitenden oder Studierenden wird etwas förmlicher häufig auch „Liebe(r) …“ geschrieben. Selbst ein „Hallo Herr/Frau …“, häufig in elektronischen Schreiben, ist mittlerweile verbreitet und wird, zumindest von Jüngeren, kaum noch als unhöflich empfunden. Es kommt, bei örtlichen Unterschieden in den Gepflogenheiten, gerade auch im E-Mail-Verkehr öfters vor, wenn man sich schon kennt, wobei sich dies dort unter Jüngeren auch schon zu einem (aus dem Englischen übernommenen) „Hi“ [ha͜i] weiter verkürzen kann. Ausführlichere Anreden und Schlussformeln werden nur noch verwendet, wenn man längere Zeit nicht mehr miteinander kommuniziert hat.
Innerhalb und zwischen Behörden werden vielfach keine Schlussformeln mehr verwendet, nur Name und Funktion. Auch in anderen Institutionen können, insbesondere im elektronischen Verkehr, Anrede und Schlussformel entfallen, was innerhalb des englischen Bereichs schon länger so üblich ist, oft in Kombination mit reduzierter Syntax und vereinfachter Orthographie (“John, can we meet at noon? Hal”, “ok, ill come, john”).
Im E-Mail-Verkehr zwischen Kunden und Verkäufern wird bei Insiderkommunikation, Hobbyartikeln oder Vergnügungsaktivitäten vielfach in der Du-Form geschrieben oder geantwortet. Diese Verhaltensweise wird teilweise direkt nahegelegt, speziell wo im Werbetext der Internet-Werbeplatform der Kunde in der Du-Form angesprochen wird.
Im SMS- und Instant-Messaging-Verkehr wird mittlerweile im Privatverkehr auch im Deutschen oft weder Anrede noch Schlussformel eingesetzt, da man aufgrund der Einbettung in den entsprechenden Chat oder anhand der Signatur des Threads erkennt, wer der andere ist. Im dienstlichen oder geschäftlichen Verkehr (soweit hierfür genutzt) sind allerdings im deutschen Sprachraum weiterhin eine Kurzanrede und ein Kurzgruß sowie eine Vollformulierung, zumindest zwischen sich nicht nahestehenden Kollegen, üblich. Die Schlussformel wird, wenn sie noch verwendet wird, vielfach zu VG („Viele Grüße“), hdl („Hab dich lieb!“, im Privatverkehr) oder Ähnlichem verkürzt oder auch durch ein Smiley symbolisiert.

## Höflichkeitsformen in anderen Sprachen
| Unterschiedliche Höflichkeitspronomen | Sprachen |
| ------------------------------------- | -------- |
| keine                                 | 136      |
| zwei                                  | 49       |
| mehrere                               | 15       |
| Pronomen werden vermieden             | 7        |

Indogermanische Sprachen
- Im Französischen wird stärker als im Deutschen auf förmliche Umgangsformen geachtet, wobei das vous (2. Person Plural als Höflichkeitsform, historisch, wie bei anderen romanischen Sprachen, aus der Akkusativform („euch“) hervorgegangen) jedoch klein geschrieben wird. Diese Höflichkeitsform wird häufiger eingesetzt und bei Bekanntschaften länger verwendet als im Deutschen, wo man eher schneller zum Du (französisch tu) übergeht. Allerdings ist ein „vous“ mit Vornamenverwendung, analog dem Hamburger Sie, nicht unüblich. Wie im Deutschen ist aber auch ein Unterschied zwischen den Generationen zu beobachten. Länger als in deutschsprachigen Ländern hat sich die Bezeichnung und Anrede Mademoiselle (Fräulein) gehalten. Aus amtlichen Dokumenten wurde sie allerdings in der mehrsprachigen Schweiz schon 1973 aus offiziellen Dokumenten verbannt, in Québec 1976, in Frankreich und Luxemburg 2012 und im französischsprachigen Teil Belgiens 2015. Umgangssprachlich wird Mademoiselle noch verwendet, aber wohl abnehmend. Während vous und tu in der schriftlichen Anrede klein geschrieben werden, werden die Namenszusätze Monsieur, Madame (Mademoiselle, Monseigneur) mit einem großen Anfangsbuchstaben geschrieben.
- Im Italienischen gibt es im Prinzip zwei Anredeformen an einzelne fremde Personen, die dem deutschen Sie entsprechen: Lei (3. Person Singular weiblich, aber großgeschrieben) und Voi (2. Person Plural, großgeschrieben). In der Zeit des italienischen Faschismus (1922–1943) wurde die Verwendung der als weniger bourgeois empfundenen Form Voi propagiert, die gleichzeitig für Einzel- und mehrere Personen Verwendung fand, doch ist sie standardsprachlich seitdem definitiv von Lei (für Einzelpersonen) bzw. Loro (dritte Person Plural, wie im Deutschen) verdrängt worden. Voi hält sich allerdings weiterhin regional, so bei den Bewohnern Neapels, für die Voi vornehmer klingt als Lei. Duzen ist unter jungen Leuten verbreitet, unter Erwachsenen, insbesondere solche gehobenen Standes, weniger üblich als im Deutschen. Die Anrede Signorina (Fräulein) wird von Mädchen und jungen Frauen durchaus weiterhin gern gehört, beinhaltet für nicht mehr ganz junge Frauen (mehr als etwa Ende 20) leicht eine Konnotationsverschiebung von „jung und attraktiv“ zu „alternde Jungfer“.
- Das Spanische hat die (nicht von Personalpronomina, sondern von der Possessivkonstruktion Vuestra Merced „Euer Gnaden“ abgeleiteten) Wörter usted und ustedes für die Einzahl- und die Mehrzahlform des deutschen Sie. Diese werden (wie im Italienischen) mittels der 3. Person Singular bzw. Plural konjugiert und können klein- oder großgeschrieben werden, in abgekürzter Form allerdings stets groß (Vd., Vds.). Anders als im Deutschen nutzen Spanier die Form usted allerdings nur für Autoritätspersonen, während Fremde in der Regel mit tú angesprochen werden. In spanischen Schulen ist es sogar üblich, dass die Schüler ihre Lehrer mit „tú“ anreden. Hier wird häufig die Kombination aus señor(a) bzw. don/doña und dem Vornamen der Lehrerin/des Lehrers genutzt. Die direkte Anrede in der 2. Person Singular mittels tú ist insbesondere in weiten Teilen Lateinamerikas recht unüblich und gilt als schroff. Aber auch „usted“ gilt in manchen lateinamerikanischen Ländern eher unfein und wird durch ein vornehmeres sumercé (sinngemäß etwa: ‚Euer Ehren‘) oder „vos“ ersetzt. Die Bezeichnung señorita (Fräulein) ist ähnlich wie im Italienischen anzuwenden. Im Übrigen spricht man zum Beispiel in Mexiko auch Zimmermädchen, Empfangsdamen oder Verkäuferinnen mit señorita an, also etwa analog der früher auch im Deutschen verbreiteten Bezeichnung Fräulein für weibliches Verkaufs- und Servicepersonal. Je nach Ort und Kontext kann die Anrede señora (Frau) von einer jüngeren Dame als Beleidigung angesehen werden.
- Das Portugiesische hat wie die spanische Sprache eine von einer Possessivkonstruktion abgeleitete Anredeform entwickelt você, das eine Kontraktion von vossa mercê „Euer Gnaden“ darstellt – você gilt in Portugal und den afrikanischen Ländern portugiesischer Sprache als semi-formell. Informell wird sich mit tu angesprochen, formell mit o senhor/a senhora und dem Verb in der 3. Person Singular. Die ursprüngliche höfliche Anrede mit vós ist nur noch in wenigen Regionen Nordportugals üblich. In Brasilien ist você die fast ausschließliche Anredeform der Standardsprache, nur in sehr wenigen formellen Kontexten wird wie in Portugal die Form o senhor / a senhora verwendet. Das tu wird im brasilianischen Portugiesisch vor allem im Süden und im Norden des Landes noch verwendet. Für einige Berufe ist auch die Anrede mit der Berufsbezeichnung üblich, so werden Universitätsdozenten und Schullehrer oft auch außerhalb ihres beruflichen Umfelds mit professor/professora angesprochen. Die namentliche Anrede erfolgt ausschließlich mit dem Vornamen.
- Im Englischen ist das you seit etwa dem 17. Jahrhundert die allgemeine Anredeform in der Ein- und Mehrzahl gegenüber jedermann geworden. Es kann heute die Nominativ-Bedeutungen du, ihr, Ihr/Sie [Höflichkeitsformen] und sogar man annehmen. Ursprünglich leitet es sich aus euch ab und entsprach dem Obliquus (= Dativ/Akkusativ) des Personalpronomens der 2. Person Plural. Diese Dativ/Akkusativ-Funktion hat es bis heute zusätzlich bewahrt, weshalb es zusätzlich auch dir, dich, euch, Euch/Ihnen bzw. Sie [Akkusativ] oder „einem, einen“ (als Dativ/Akkusativ-Ersatzform von „man“) bedeuten kann. Vom Mittelalter bis zur frühen Neuzeit wurde es im Nominativ einerseits als Mehrzahlform von thou und andererseits im Sinne einer speziellen Höflichkeitsform verwendet, bis es danach als einziges allgemein akzeptiertes Anredepronomen für den Nominativ, Dativ und Akkusativ übrig blieb. You hat standardsprachlich sogar im christlich-religiösen Bereich die traditionelle Singularform thou in England weitgehend und in Übersee fast vollständig verdrängt, da letztere als archaisch empfunden wird. Regional hat sich thou allerdings in Nord- und Westengland sowie auf den schottischen Orkneys und auf den Shetlands bis in die Gegenwart erhalten und dient dort teilweise noch heute als einzige Anredeform. Da you, ähnlich wie vous im Französischen oder Sie im Deutschen, für Einzelpersonen und mehrere Personen identisch geworden ist, haben sich inoffiziell regionale sekundäre Mehrzahlformen etabliert, wie y’all (aus you-all) in den Südstaaten der USA. Die Verwendung des Honorificums Miss, ursprünglich zur Bezeichnung unverheirateter Frauen, unterliegt wie in anderen Sprachen einem Wandel, der auch regional verschieden ausfällt. Miss wird in den USA als generelle Anrede bis etwa 18 Jahre verwendet („May I help you, Miss?“) und ist international vor allem als Auszeichnungstitel bekannt (z. B. Miss World). Miss wurde früher aber auch im Business-Bereich verwendet, nicht unähnlich der erweiterten Bedeutung von Fräulein im Deutschen. In Großbritannien, Kanada[16] und Australien werden Lehrerinnen vielfach weiterhin von den Schülern als Miss (ohne Nachnamen) angesprochen, eine Anredeform, die zuweilen durchaus auch von den Frauen selbst gewünscht wird. Bei Unsicherheit, welche Anrede adäquat ist, kann das je nach Gegend und Einbindung im Satz als [mɪz], [mɨz], [məz] oder [məs] ausgesprochene Ms. (Schreibweise im amerikanischen Englisch) oder Ms (traditionelle Schreibweise im britischen Englisch) für sowohl verheiratete als auch unverheiratete Frauen verwendet werden. Ersatzweise ist auch Ma’am und Madam in Gebrauch, wird aber von manchen Frauen aus verschiedenen Gründen auch als Begriff mit negativer Konnotation empfunden. Vielfach wird empfohlen, dass diejenige Form verwendet werde, die die betreffende Frau selbst bevorzugt. – Wichtig können Titel-Honorifica sein, insbesondere doctor für die Anrede der Jungstudenten gegenüber ihren Professoren und Doktoren an der Universität, sowie das nachgesetzte Sir oder Ma’am gegenüber Vorgesetzten bei förmlichen Hierarchien.
- Im Niederländischen wurde das traditionelle du bereits vor Jahrhunderten von der damaligen 2. Person Plural als Höflichkeitsform jij (unbetont je) verdrängt. Dieses wird jetzt aber als Standardanrede verwendet und es entwickelte sich eine sekundäre Höflichkeitsform, U, das sich aus dem Possessivpronomen uwer (für Euer [Gnaden usw.]) herleitet. Die zweifache Veränderung der Höflichkeitsform ist nicht unähnlich dem Prozess im Englischen (thou > ye > you) oder auch im Deutschen (du > Ihr > Sie), die letztendliche Ersatzverwendung eines Possessivpronomens für eine sekundäre Höflichkeitsform des Nominativ ähnelt dem Sprachwandelprozess im Spanischen. Die Anwendung der heutigen Höflichkeitsform folgt im Alltag etwas anderen Regeln als im Deutschen: Arbeitskollegen werden eher schneller mit jij (dem neuen Du), ältere Verwandte dagegen häufig noch mit u (dem neuen Ihr oder Sie) angesprochen. Eine Analogiebildung zum ‚Hamburger Sie‘ (U mit Vornamen kombiniert) sollte man vermeiden; dies klingt für niederländische Ohren befremdlich.
- Die meisten slawischen Sprachen benutzen die zweite Person Plural als Höflichkeitsform (z. B. russisch Вы, serbokroatisch Vi,[17], bulgarisch Вие). In der polnischen und kaschubischen Sprache wird die nicht-pronominale Höflichkeitsform (Pan der Herr, Pani die Dame, Państwo, die Herrschaften) benutzt (z. B. Möchte sich der Herr setzen? statt Möchten Sie sich setzen?).
- Im Schwedischen verwendete man bis weit ins 20. Jahrhundert hinein eine indirekte Anredeform ohne Pronomina als Höflichkeitsform (etwa går direktören? ‚geht der Direktor?‘ im Sinne von deutsch ‚gehen Sie?‘). Zwar wird heute weitgehend geduzt (vgl. Du-Reform), doch kann die genannte indirekte Anredeform als weiterhin etwas vornehmere Form eingesetzt werden, etwa im höflichen Kundenkontakt.
- Im Neugriechischen gibt es zwar den Unterschied zwischen Duzen und Siezen, aber es wird überwiegend geduzt, sobald man sich nicht mehr vollkommen fremd ist. Selbst Polizisten sollen gegenüber Landsleuten manchmal schon ab dem zweiten Satz, nachdem gleichsam das Amtliche mitgeteilt worden ist, zur Du-Form wechseln.

Finno-ugrische Sprachen
- Die ungarische Sprache unterscheidet drei Anredeformen: te (Nähe und Vertraulichkeit), maga (Distanz) und Ön (Förmlichkeit und Respekt).

Turksprachen
- In der türkischen Sprache, und ähnlich auch in der aserbaidschanischen Sprache, sprechen jüngere Leute die Älteren und vor allem alle Lehrer und Hochschullehrer generell in einer Höflichkeitsform an. Die Du-Form ist gegenüber etwa Gleichaltrigen oder Gleichrangigen möglich, ferner für Verwandte, wobei dann aber die Verwandtschaftsbezeichnung für Vater, Tante oder Onkel vorangesetzt wird. Diese Verwandtschaftsbezeichnungen gelten gleichsam als Anrede. In manchen traditionellen Familien werden sogar die eigenen Familienmitglieder noch in der Sie-Form angesprochen, was gegenüber Schwiegereltern so gut wie immer gilt. Bei Verwendung der Du-Form rutscht der Sprecher leicht in eine unangemessene Sprachform ab. Wer als Lehrer oder Hochschullehrer turksprachlichen Schülern oder Studierenden im deutschen Sprachraum das „Du“ anbietet, stellt häufig fest, dass es nicht angenommen wird, jedoch zum Ausgleich ein asymmetrisches Duzen (nur vom Dozenten zum/zur Studierenden) vorgeschlagen wird.

Semitische Sprachen
- Im Arabischen wird zum Ausdruck der Höflichkeit überwiegend die zweite Person Singular أنت anta (maskulin) bzw. anti (feminin) in Verbindung mit dem Wort سيد sayyid ‚Herr‘ oder سيدة sayyida ‚Frau‘ sowie dem Vornamen verwendet. Zusätzlich können ehrende Wörter oder Personalsuffixe angehängt werden. Näheres vgl. unter Pronominale Anredeform.
- Im Neuhebräischen (Ivrit) wird stets die zweite Person Singular verwendet. Spezielle Höflichkeitsformen sind durch Umschreibungen oder durch perfektifische Konstruktionen möglich.

Süd- und ostasiatische Sprachen
In den Sprachen Süd- und Ostasiens gibt es eine große Anzahl von Honorifica, vor allem Anredeformen und Pronomina (zum Beispiel Pluralis Majestatis):
- Im Sanskrit und davon abgeleitet im Hindi gibt es das ehrerbietende Präfix Shri, dem in der tamilischen Sprache das Präfix Tiru entspricht. Bei Anreden in der zweiten Person werden im Hindi drei Stufen der Höflichkeit unterschieden: तू tū (intim bis unhöflich), तुम tum (vertraut) und आप āp (höflich).[18] Auch in der dritten Person wird zwischen verschiedenen Höflichkeitsformen unterschieden, das Malayalam kennt z. B. drei Wörter für ‘er’ (അവൻ avan, അയാൾ ayāḷ und അദ്ദേഹം addēhaṃ), deren Verwendung davon abhängt, in welcher Beziehung der Sprecher zu der Person, über die gesprochen wird, steht.[19] Im Sinhala existiert ein gesonderter Wortschatz bei Verben und Nomina, die u. a. in Bezug auf Mitglieder des buddhistischen Klerus verwandt werden.
- Die Höflichkeitsformen des Hochchinesischen bestehen aus einem differenzierten System von Pronomina und Affixen für die Bezeichnung der sprechenden und der angesprochenen Person. Im modernen Chinesisch sind davon jedoch nur noch wenige in Gebrauch. Üblich ist die Verwendung der Höflichkeitsform noch gegenüber Personen, die älter oder bedeutender sind als der Sprechende. Hier tritt an die Stelle des Personalpronomens 你 (nĭ ‚du‘) das respektvollere 您 (nín). Höflich ist auch die Ersetzung des Personalpronomens durch Namen und Titel des Angesprochenen (z. B. 李先生应该打的去, Herr Li sollte ein Taxi nehmen = Sie, Herr Li, sollten ein Taxi nehmen).
- Die japanische Höflichkeitssprache hat für verschiedene Stufen der Ehrerbietung nicht nur verschiedene formale Redewendungen, Honorativpräfixe, Anredesuffixe und Pronomina, sondern auch verschiedene Verbformen. Das koreanische Honorativsystem ist ähnlich komplex.

## Vermeidungssprachen
Bei vielen austronesischen und australischen sowie einigen Bantu-, Khoisan-, Algonkin-, Irokesen- sowie uto-aztekischen Sprachen existiert eine sogenannte Vermeidungssprache, die ausschließlich zur Kommunikation mit bestimmten Verwandten dient. Die Verwendung dieser Sondersprache gegenüber sonstigen Personen wäre nicht nur unhöflich, sondern ist tabuisiert.